# 2017年亚洲场地自行车锦标赛
2017年亚洲场地自行车锦标赛是第37届亚洲场地自行车锦标赛，于2017年2月6日至10日在印度新德里进行，共有18个国家和地区的运动员参加此次比赛。亚洲自行车联合会于2016年决定自2017年开始自行车亚锦赛公路赛和场地赛分开举办，因此该届比赛是两分项分开后的首届亚洲场地自行车锦标赛。

## 奖牌得主

### 男子
| 项目        | 金牌                                        | 银牌                                                                    | 铜牌                                                |
| 个人竞速赛  | 阿茲祖哈斯尼阿旺 · 马来西亚（MAS）          | 河端朋之 · 日本（JPN）                                                  | 胁本雄太 · 日本（JPN）                              |
| 1公里计时赛 | Mohammad Daneshvar · 伊朗（IRI）            | 蕭世鑫 · 中華臺北（TPE）                                                | Na Jung-gyu · 韩国（KOR）                           |
| 竞轮赛      | 胁本雄太 · 日本（JPN）                      | 渡邊一成 · 日本（JPN）                                                  | 莫哈末·沙費道斯·沙隆 · 马来西亚（MAS）              |
| 个人追逐赛  | 朴相訓 · 韩国（KOR）                        | 阿尔乔姆·扎哈罗夫 · 哈萨克斯坦（KAZ）                                   | 李文昭 · 中華臺北（TPE）                            |
| 记分赛      | 倉林巧和 · 日本（JPN）                      | 陳建州 · 中華臺北（TPE）                                                | Yousif Mirza · 阿拉伯联合酋长国（UAE）              |
| 集体出发赛  | 梁峻榮 · 中國香港（HKG）                    | Mohammad Rajabloo · 伊朗（IRI）                                         | Robert Gaineyev · 哈萨克斯坦（KAZ）                 |
| 全能赛      | Sultanmurat Miraliyev · 哈萨克斯坦（KAZ）   | 梁峻榮 · 中國香港（HKG）                                                | Kim Ok-cheol · 韩国（KOR）                          |
| 麦迪逊赛    | （KOR） · 朴相訓 · 林載淵                   | （KAZ） · Sultanmurat Miraliyev · 阿尔乔姆·扎哈罗夫                     | 日本（JPN） · 小林泰正 · 新村穰                     |
| 团体竞速赛  | 中國（CHN） · 高建伟 · 李建新 · 罗泳佳      | 伊朗（IRI） · Hassan Ali Varposhti · Ali Aliaskari · Mohammad Daneshvar | 日本（JPN） · 渡邊一成 · 雨谷一樹 · 河端朋之        |
| 团体追逐赛  | 中國（CHN） · 袁中 · 范阳 · 秦晨路 · 薛赛飞 | （KOR） · Min Kyeong-ho · 朴相訓 · Kim Ok-cheol · 林載淵                | 日本（JPN） · 倉林巧和 · 近谷涼 · 新村穰 · 原田裕成 |

### 女子
| 项目        | 金牌                                                   | 银牌                                              | 铜牌                                                     |
| 个人竞速赛  | 李慧詩 · 中國香港（HKG）                               | 金元境 · 韩国（KOR）                              | 李惠珍 · 韩国（KOR）                                     |
| 500米计时赛 | 李慧詩 · 中國香港（HKG）                               | Cho Sun-young · 韩国（KOR）                       | 李雪妹 · 中国（CHN）                                     |
| 竞轮赛      | 李慧詩 · 中國香港（HKG）                               | 李惠珍 · 韩国（KOR）                              | 前田佳代乃 · 日本（JPN）                                 |
| 个人追逐赛  | 李珠美 · 韩国（KOR）                                   | 梶原悠未 · 日本（JPN）                            | 黄冬艳 · 中国（CHN）                                     |
| 记分赛      | 梶原悠未 · 日本（JPN）                                 | 黄丽 · 中国（CHN）                                | 金裕离 · 韩国（KOR）                                     |
| 集体出发赛  | 黄丽 · 中国（CHN）                                     | Kang Hyun-kyung · 韩国（KOR）                     | 刁小娟 · 中國香港（HKG）                                 |
| 全能赛      | 梶原悠未 · 日本（JPN）                                 | 罗晓玲 · 中国（CHN）                              | 孟昭娟 · 中國香港（HKG）                                 |
| 麦迪逊赛    | 中國香港（HKG） · 逄瑤 · 孟昭娟                        | （KOR） · Son Eun-ju · Kang Hyun-kyung            | 日本（JPN） · 古山稀绘 · 梶原悠未                        |
| 团体竞速赛  | （KOR） · 金元境 · 李惠珍                              | 中國香港（HKG） · 李慧詩 · 馬詠茹                 | 日本（JPN） · 前田佳代乃 · 太田りゆ                      |
| 团体追逐赛  | 中國（CHN） · 黄冬艳 · 陈巧玲 · 陈思羽 · 罗晓玲 · 黄丽 | 中國香港（HKG） · 楊倩玉 · 逄瑤 · 梁寶儀 · 刁小娟 | （KOR） · 李珠美 · Son Eun-ju · Kang Hyun-kyung · 金裕离 |

## 奖牌榜
```

```

| 排名                     | 国家 / 地区              | 金牌 | 銀牌 | 銅牌 | 总计 |
| ------------------------ | ------------------------ | ---- | ---- | ---- | ---- |
| 1                        | 中國香港（HKG）          | 5    | 3    | 2    | 10   |
| 2                        | （KOR）                  | 4    | 6    | 5    | 15   |
| 3                        | 日本（JPN）              | 4    | 3    | 7    | 14   |
| 4                        | 中國（CHN）              | 4    | 2    | 2    | 8    |
| 5                        | （KAZ）                  | 1    | 2    | 1    | 4    |
| 6                        | 伊朗（IRI）              | 1    | 2    | 0    | 3    |
| 7                        | 马来西亚（MAS）          | 1    | 0    | 1    | 2    |
| 8                        | 中華臺北（TPE）          | 0    | 2    | 1    | 3    |
| 9                        | 阿联酋（UAE）            | 0    | 0    | 1    | 1    |
| 总计（共9个国家 / 地区） | 总计（共9个国家 / 地区） | 20   | 20   | 20   | 60   |